# Szükségleti tárgy
A szükségleti tárgy (vagy máshogy használati tárgy) a pszichoanalitikus irodalomban arra a dologra utal, ami ki képes elégíteni, vagy éppen kielégíti az egyén aktuális szükségletét. Így szükségleti tárgy az éhező embernek az étel, a szomjazónak az iható folyadék, az elmagányosodott embernek a társaság vagy éppen a szenzorosan deprivált személynek az ingert keltő önmozgások. A szükségleti tárgynak tehát nincs egy az egybeni jelentésmegfelelője. Konkrét jelentése az egyén szükségletével relációban állapítható csak meg. Lehet külső inger, vagy önmagunk keltette cselekvés is.
Minden szükségleti tárgynak megvan továbbá az incentív értéke, ami eldönti, hogy a szükségleti tárgy – melyet az egyén szükségletének kielégítésére használna vagy használ – mennyire megfelelő. Egy szénhidrátokkal telített folyadékra vágyó szomjas embernek magasabb incentív értékű tárgyat jelent egy cukorral ízesített üdítő, mint egy pohár csapvíz.
Újabban pedig az analitikus irodalom egy kortárs elmélete – mely a tárgykapcsolat-elmélet nevet viseli – az itt leírtaknál speciálisabb tartalommal tölti fel a tárgy fogalmát.